# Coppa del Mondo di sci alpino 1998
La Coppa del Mondo di sci alpino 1998 fu la trentaduesima edizione della manifestazione organizzata dalla Federazione Internazionale Sci; ebbe inizio il 24 ottobre 1997 a Tignes, in Francia, e si concluse il 15 marzo 1998 a Crans-Montana, in Svizzera. Nel corso della stagione si tennero a Nagano i XVIII Giochi olimpici invernali, non validi ai fini della Coppa del Mondo, il cui calendario contemplò dunque un'interruzione nel mese di febbraio.
In campo maschile furono disputate 37 gare (11 discese libere, 5 supergiganti, 9 slalom giganti, 9 slalom speciali, 2 combinate, 1 slalom parallelo), in 18 diverse località. Atleti austriaci si aggiudicarono tutti i trofei in palio: Hermann Maier la Coppa del Mondo generale e quelle di supergigante e di slalom gigante, Andreas Schifferer quella di discesa libera e Thomas Sykora quella di slalom speciale. Il francese Luc Alphand era il detentore uscente della Coppa generale.
In campo femminile furono disputate 33 gare (6 discese libere, 6 supergiganti, 8 slalom giganti, 9 slalom speciali, 2 combinate, 2 slalom paralleli), in 12 diverse località. La tedesca Katja Seizinger si aggiudicò sia la Coppa del Mondo generale, sia quelle di discesa libera e di supergigante; la sua connazionale Martina Ertl vinse la Coppa di slalom gigante e la svedese Ylva Nowén quella di slalom speciale. La svedese Pernilla Wiberg era la detentrice uscente della Coppa generale.

## Uomini

### Risultati
| Data             | Località               | Nazione       | Pista                      | Spec. | Primo                 | Secondo              | Terzo                   |
| ---------------- | ---------------------- | ------------- | -------------------------- | ----- | --------------------- | -------------------- | ----------------------- |
| 24 ottobre 1997  | Tignes                 | Francia       |                            | PR    | Josef Strobl          | Kjetil André Aamodt  | Hermann Maier           |
| 26 ottobre 1997  | Tignes                 | Francia       |                            | GS    | Michael von Grünigen  | Steve Locher         | Hermann Maier           |
| 20 novembre 1997 | Park City              | Stati Uniti   | C.B.'s Run                 | GS    | Hermann Maier         | Kjetil André Aamodt  | Thomas Grandi           |
| 22 novembre 1997 | Park City              | Stati Uniti   | C.B.'s Run                 | SL    | Thomas Stangassinger  | Kristinn Björnsson   | Finn Christian Jagge    |
| 4 dicembre 1997  | Beaver Creek           | Stati Uniti   | Birds of Prey              | DH    | Kristian Ghedina      | Jean-Luc Crétier     | Lasse Kjus              |
| 5 dicembre 1997  | Beaver Creek           | Stati Uniti   | Birds of Prey              | DH    | Andreas Schifferer    | Hermann Maier        | Stephan Eberharter      |
| 6 dicembre 1997  | Beaver Creek           | Stati Uniti   | Birds of Prey              | SG    | Hermann Maier         | Stephan Eberharter   | Hans Knauß              |
| 14 dicembre 1997 | Val-d'Isère            | Francia       | Oreiller-Killy             | GS    | Michael von Grünigen  | Stephan Eberharter   | Hans Knauß              |
| 15 dicembre 1997 | Sestriere              | Italia        | Giovanni Alberto Agnelli   | SL    | Finn Christian Jagge  | Thomas Sykora        | Hans Petter Buraas      |
| 21 dicembre 1997 | Alta Badia             | Italia        | Gran Risa                  | GS    | Christian Mayer       | Michael von Grünigen | Hermann Maier           |
| 29 dicembre 1997 | Bormio                 | Italia        | Stelvio                    | DH    | Hermann Maier         | Andreas Schifferer   | Werner Franz            |
| 30 dicembre 1997 | Bormio                 | Italia        | Stelvio                    | DH    | Andreas Schifferer    | Werner Franz         | Lasse Kjus              |
| 3 gennaio 1998   | Kranjska Gora          | Slovenia      | Podkoren                   | GS    | Christian Mayer       | Hermann Maier        | Michael von Grünigen    |
| 4 gennaio 1998   | Kranjska Gora          | Slovenia      | Podkoren                   | SL    | Thomas Sykora         | Pierrick Bourgeat    | Thomas Stangassinger    |
| 6 gennaio 1998   | Saalbach-Hinterglemm   | Austria       | Zwölfer                    | GS    | Hermann Maier         | Alberto Tomba        | Rainer Salzgeber        |
| 8 gennaio 1998   | Schladming             | Austria       | Planai                     | SL    | Alberto Tomba         | Thomas Sykora        | Hans Petter Buraas      |
| 10 gennaio 1998  | Schladming             | Austria       | Planai                     | SG    | Hermann Maier         | Stephan Eberharter   | Luca Cattaneo           |
| 11 gennaio 1998  | Schladming             | Austria       | Planai                     | SG    | Hermann Maier         | Andreas Schifferer   | Stephan Eberharter      |
| 13 gennaio 1998  | Adelboden              | Svizzera      | Chuenisbärgli              | GS    | Hermann Maier         | Michael von Grünigen | Paul Accola             |
| 16 gennaio 1998  | Wengen                 | Svizzera      | Lauberhorn                 | DH    | Hermann Maier         | Nicolas Burtin       | Andreas Schifferer      |
| 17 gennaio 1998  | Wengen                 | Svizzera      | Lauberhorn                 | DH    | Andreas Schifferer    | Jean-Luc Crétier     | Hermann Maier           |
| 18 gennaio 1998  | Veysonnaz              | Svizzera      | Piste de l'Ours            | SL    | Thomas Stangassinger  | Kristinn Björnsson   | Kiminobu Kimura         |
| 18 gennaio 1998  | Wengen Veysonnaz       | Svizzera      | Lauberhorn Piste de l'Ours | KB    | Hermann Maier         | Bruno Kernen         | Paul Accola             |
| 23 gennaio 1998  | Kitzbühel              | Austria       | Streif                     | DH    | Didier Cuche          | Nicolas Burtin       | Jean-Luc Crétier        |
| 24 gennaio 1998  | Kitzbühel              | Austria       | Streif                     | DH    | Kristian Ghedina      | Didier Cuche         | Josef Strobl            |
| 25 gennaio 1998  | Kitzbühel              | Austria       | Streif                     | SL    | Thomas Stangassinger  | Thomas Sykora        | Ole Kristian Furuseth   |
| 25 gennaio 1998  | Kitzbühel              | Austria       | Streif                     | KB    | Kjetil André Aamodt   | Werner Franz         | Ed Podivinsky           |
| 26 gennaio 1998  | Kitzbühel              | Austria       | Streif                     | SL    | Thomas Sykora         | Hans Petter Buraas   | Thomas Stangassinger    |
| 31 gennaio 1998  | Garmisch-Partenkirchen | Germania      | Kandahar                   | DH    | Andreas Schifferer    | Nicolas Burtin       | Hermann Maier           |
| 1º febbraio 1998 | Garmisch-Partenkirchen | Germania      | Kandahar                   | SG    | Hermann Maier         | Hans Knauß           | Lasse Kjus              |
| 28 febbraio 1998 | Yongpyong              | Corea del Sud | Rainbow                    | GS    | Michael von Grünigen  | Christian Mayer      | Hermann Maier           |
| 1º marzo 1998    | Yongpyong              | Corea del Sud | Rainbow                    | SL    | Ole Kristian Furuseth | Finn Christian Jagge | Tom Stiansen            |
| 7 marzo 1998     | Kvitfjell              | Norvegia      | Olympiabakken              | DH    | Nicolas Burtin        | Werner Perathoner    | Lasse Kjus Josef Strobl |
| 8 marzo 1998     | Kvitfjell              | Norvegia      | Olympiabakken              | SG    | Hans Knauß            | Patrik Järbyn        | Didier Cuche            |
| 13 marzo 1998    | Crans-Montana          | Svizzera      | Nationale                  | DH    | Josef Strobl          | Didier Cuche         | Fritz Strobl            |
| 14 marzo 1998    | Crans-Montana          | Svizzera      | Nationale                  | GS    | Stephan Eberharter    | Hans Knauß           | Hermann Maier           |
| 15 marzo 1998    | Crans-Montana          | Svizzera      | Nationale                  | SL    | Alberto Tomba         | Hans Petter Buraas   | Finn Christian Jagge    |

Legenda:

DH = discesa libera

SG = supergigante

GS = slalom gigante

SL = slalom speciale

KB = combinata

PR = slalom parallelo

### Classifiche

#### Generale

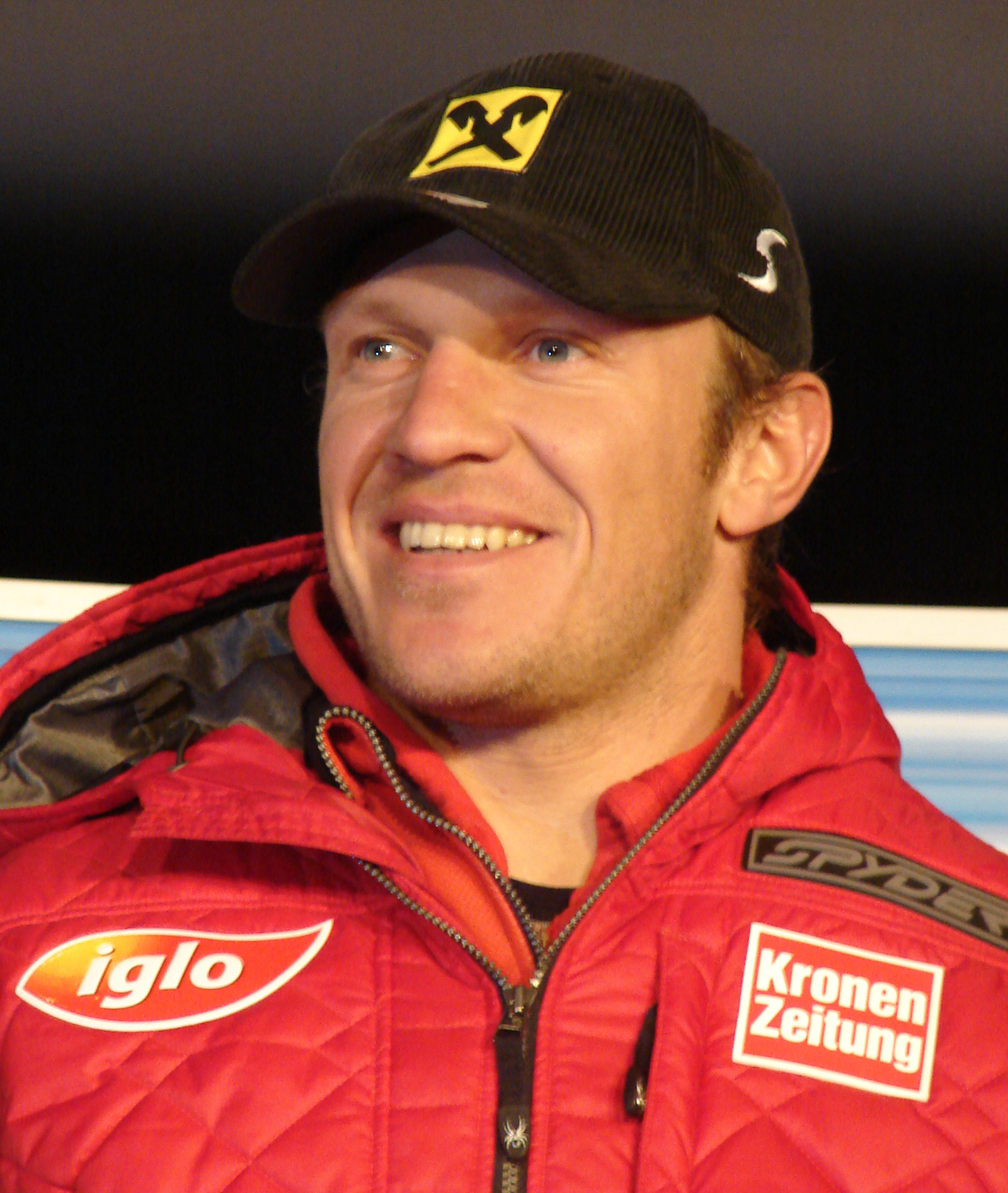
Hermann Maier nel 2006

| Pos. | Nome                 | Nazione  | Punti |
| ---- | -------------------- | -------- | ----- |
| 1    | Hermann Maier        | Austria  | 1685  |
| 2    | Andreas Schifferer   | Austria  | 1114  |
| 3    | Stephan Eberharter   | Austria  | 1030  |
| 4    | Kjetil André Aamodt  | Norvegia | 901   |
| 5    | Hans Knauß           | Austria  | 888   |
| 6    | Michael von Grünigen | Svizzera | 746   |
| 7    | Josef Strobl         | Austria  | 697   |
| 8    | Didier Cuche         | Svizzera | 627   |
| 9    | Christian Mayer      | Austria  | 590   |
| 10   | Lasse Kjus           | Norvegia | 578   |

#### Discesa libera
| Pos. | Nome               | Nazione  | Punti |
| ---- | ------------------ | -------- | ----- |
| 1    | Andreas Schifferer | Austria  | 655   |
| 2    | Hermann Maier      | Austria  | 479   |
| 3    | Nicolas Burtin     | Francia  | 469   |
| 4    | Didier Cuche       | Svizzera | 424   |
| 5    | Jean-Luc Crétier   | Francia  | 414   |

#### Supergigante
| Pos. | Nome               | Nazione | Punti |
| ---- | ------------------ | ------- | ----- |
| 1    | Hermann Maier      | Austria | 400   |
| 2    | Hans Knauß         | Austria | 256   |
| 3    | Stephan Eberharter | Austria | 220   |
| 4    | Patrik Järbyn      | Svezia  | 195   |
| 5    | Andreas Schifferer | Austria | 185   |

#### Slalom gigante
| Pos. | Nome                 | Nazione  | Punti |
| ---- | -------------------- | -------- | ----- |
| 1    | Hermann Maier        | Austria  | 620   |
| 2    | Michael von Grünigen | Svizzera | 560   |
| 3    | Christian Mayer      | Austria  | 429   |
| 4    | Stephan Eberharter   | Austria  | 388   |
| 5    | Hans Knauß           | Austria  | 375   |

#### Slalom speciale
| Pos. | Nome                 | Nazione  | Punti |
| ---- | -------------------- | -------- | ----- |
| 1    | Thomas Sykora        | Austria  | 521   |
| 2    | Thomas Stangassinger | Austria  | 517   |
| 3    | Hans Petter Buraas   | Norvegia | 420   |
| 4    | Finn Christian Jagge | Norvegia | 345   |
| 5    | Kiminobu Kimura      | Giappone | 316   |

#### Combinata
Nel 1998 fu anche stilata la classifica della combinata, sebbene non venisse assegnato alcun trofeo al vincitore.
| Pos. | Nome                | Nazione  | Punti |
| ---- | ------------------- | -------- | ----- |
| 1    | Werner Franz        | Austria  | 120   |
| 2    | Kjetil André Aamodt | Norvegia | 100   |
| 2    | Hermann Maier       | Austria  | 100   |
| 4    | Bruno Kernen        | Svizzera | 80    |
| 5    | Paul Accola         | Svizzera | 60    |

## Donne

### Risultati
| Data             | Località              | Nazione     | Pista                  | Spec. | Prima                 | Seconda               | Terza                    |
| ---------------- | --------------------- | ----------- | ---------------------- | ----- | --------------------- | --------------------- | ------------------------ |
| 24 ottobre 1997  | Tignes                | Francia     |                        | PR    | Leïla Piccard         | Ylva Nowén            | Alexandra Meissnitzer    |
| 25 ottobre 1997  | Tignes                | Francia     |                        | GS    | Deborah Compagnoni    | Martina Ertl          | Martina Fortkord         |
| 21 novembre 1997 | Park City             | Stati Uniti | C.B.'s Run             | GS    | Deborah Compagnoni    | Alexandra Meissnitzer | Andrine Flemmen          |
| 23 novembre 1997 | Park City             | Stati Uniti | C.B.'s Run             | SL    | Zali Steggall         | Ylva Nowén            | Claudia Riegler          |
| 28 novembre 1997 | Mammoth Mountain      | Stati Uniti |                        | PR    | Hilde Gerg            | Martina Ertl          | Alexandra Meissnitzer    |
| 29 novembre 1997 | Mammoth Mountain      | Stati Uniti |                        | SG    | Katja Seizinger       | Isolde Kostner        | Katrin Gutensohn         |
| 4 dicembre 1997  | Lake Louise           | Canada      | Men's Olympic Downhill | DH    | Katja Seizinger       | Katrin Gutensohn      | Renate Götschl           |
| 5 dicembre 1997  | Lake Louise           | Canada      | Men's Olympic Downhill | DH    | Katja Seizinger       | Mélanie Suchet        | Isolde Kostner           |
| 6 dicembre 1997  | Lake Louise           | Canada      | Men's Olympic Downhill | SG    | Katja Seizinger       | Hilde Gerg            | Isolde Kostner           |
| 17 dicembre 1997 | Val-d'Isère           | Francia     | Oreiller-Killy         | DH    | Katja Seizinger       | Hilde Gerg            | Ingeborg Helen Marken    |
| 18 dicembre 1997 | Val-d'Isère           | Francia     | Oreiller-Killy         | SG    | Katja Seizinger       | Renate Götschl        | Hilde Gerg               |
| 19 dicembre 1997 | Val-d'Isère           | Francia     | Oreiller-Killy         | GS    | Deborah Compagnoni    | Alexandra Meissnitzer | Leïla Piccard            |
| 20 dicembre 1997 | Val-d'Isère           | Francia     | Oreiller-Killy         | SL    | Ylva Nowén            | Deborah Compagnoni    | Urška Hrovat             |
| 20 dicembre 1997 | Val-d'Isère           | Francia     | Oreiller-Killy         | KB    | Hilde Gerg            | Katja Seizinger       | Martina Ertl             |
| 27 dicembre 1997 | Lienz                 | Austria     | Schlossberg            | SL    | Ylva Nowén            | Deborah Compagnoni    | Urška Hrovat             |
| 28 dicembre 1997 | Lienz                 | Austria     | Schlossberg            | SL    | Ylva Nowén            | Kristina Koznick      | Deborah Compagnoni       |
| 5 gennaio 1998   | Bormio                | Italia      | Stelvio                | SL    | Ylva Nowén            | Hilde Gerg            | Špela Pretnar            |
| 6 gennaio 1998   | Bormio                | Italia      | Stelvio                | GS    | Deborah Compagnoni    | Martina Ertl          | Alexandra Meissnitzer    |
| 10 gennaio 1998  | Bormio                | Italia      | Stelvio                | GS    | Martina Ertl          | Katja Seizinger       | Deborah Compagnoni       |
| 11 gennaio 1998  | Bormio                | Italia      | Stelvio                | SL    | Hilde Gerg            | Kristina Koznick      | Špela Pretnar            |
| 18 gennaio 1998  | Altenmarkt-Zauchensee | Austria     | Kälberloch             | DH    | Renate Götschl        | Katja Seizinger       | Alexandra Meissnitzer    |
| 18 gennaio 1998  | Altenmarkt-Zauchensee | Austria     | Kälberloch             | SG    | Martina Ertl          | Heidi Zurbriggen      | Mélanie Suchet           |
| 22 gennaio 1998  | Cortina d'Ampezzo     | Italia      | Olimpia delle Tofane   | DH    | Isolde Kostner        | Renate Götschl        | Florence Masnada         |
| 23 gennaio 1998  | Cortina d'Ampezzo     | Italia      | Olimpia delle Tofane   | SG    | Mélanie Suchet        | Regina Häusl          | Karen Putzer             |
| 24 gennaio 1998  | Cortina d'Ampezzo     | Italia      | Olimpia delle Tofane   | SG    | Katja Seizinger       | Renate Götschl        | Isolde Kostner           |
| 25 gennaio 1998  | Cortina d'Ampezzo     | Italia      | Olimpia delle Tofane   | GS    | Martina Ertl          | Katja Seizinger       | Sophie Lefranc-Duvillard |
| 28 gennaio 1998  | Åre                   | Svezia      | Olympia                | GS    | Martina Ertl          | Sonja Nef             | Anna Ottosson            |
| 29 gennaio 1998  | Åre                   | Svezia      | Olympia                | SL    | Kristina Koznick      | Hilde Gerg            | Sabine Egger             |
| 31 gennaio 1998  | Åre                   | Svezia      | Olympia                | DH    | Katja Seizinger       | Renate Götschl        | Florence Masnada         |
| 31 gennaio 1998  | Åre                   | Svezia      | Olympia                | KB    | Hilde Gerg            | Martina Ertl          | Katja Seizinger          |
| 1º marzo 1998    | Saalbach-Hinterglemm  | Austria     | Zwölfer                | SL    | Martina Ertl          | Trine Bakke           | Kristina Koznick         |
| 14 marzo 1998    | Crans-Montana         | Svizzera    | Nationale              | SL    | Urška Hrovat          | Martina Ertl          | Hilde Gerg               |
| 15 marzo 1998    | Crans-Montana         | Svizzera    | Nationale              | GS    | Alexandra Meissnitzer | Martina Ertl          | Deborah Compagnoni       |

Legenda:

DH = discesa libera

SG = supergigante

GS = slalom gigante

SL = slalom speciale

KB = combinata

PR = slalom parallelo

### Classifiche

#### Generale
| Pos. | Nome                  | Nazione  | Punti |
| ---- | --------------------- | -------- | ----- |
| 1    | Katja Seizinger       | Germania | 1655  |
| 2    | Martina Ertl          | Germania | 1508  |
| 3    | Hilde Gerg            | Germania | 1391  |
| 4    | Deborah Compagnoni    | Italia   | 912   |
| 5    | Alexandra Meissnitzer | Austria  | 884   |
| 6    | Ylva Nowén            | Svezia   | 815   |
| 7    | Renate Götschl        | Austria  | 787   |
| 8    | Isolde Kostner        | Italia   | 695   |
| 9    | Urška Hrovat          | Slovenia | 592   |
| 10   | Heidi Zurbriggen      | Svizzera | 561   |

#### Discesa libera
| Pos. | Nome            | Nazione  | Punti |
| ---- | --------------- | -------- | ----- |
| 1    | Katja Seizinger | Germania | 520   |
| 2    | Renate Götschl  | Austria  | 392   |
| 3    | Isolde Kostner  | Italia   | 292   |
| 4    | Mélanie Suchet  | Francia  | 237   |
| 5    | Hilde Gerg      | Germania | 224   |

#### Supergigante
| Pos. | Nome            | Nazione  | Punti |
| ---- | --------------- | -------- | ----- |
| 1    | Katja Seizinger | Germania | 445   |
| 2    | Renate Götschl  | Austria  | 305   |
| 3    | Isolde Kostner  | Italia   | 266   |
| 4    | Martina Ertl    | Germania | 259   |
| 5    | Mélanie Suchet  | Francia  | 228   |

#### Slalom gigante
| Pos. | Nome                  | Nazione  | Punti |
| ---- | --------------------- | -------- | ----- |
| 1    | Martina Ertl          | Germania | 591   |
| 2    | Deborah Compagnoni    | Italia   | 565   |
| 3    | Alexandra Meissnitzer | Austria  | 445   |
| 4    | Sonja Nef             | Svizzera | 359   |
| 5    | Andrine Flemmen       | Norvegia | 296   |

#### Slalom speciale
| Pos. | Nome             | Nazione     | Punti |
| ---- | ---------------- | ----------- | ----- |
| 1    | Ylva Nowén       | Svezia      | 620   |
| 2    | Kristina Koznick | Stati Uniti | 560   |
| 3    | Hilde Gerg       | Germania    | 451   |
| 4    | Urška Hrovat     | Slovenia    | 423   |
| 5    | Martina Ertl     | Germania    | 320   |

#### Combinata
Nel 1998 fu anche stilata la classifica della combinata, sebbene non venisse assegnato alcun trofeo alla vincitrice.
| Pos. | Nome             | Nazione  | Punti |
| ---- | ---------------- | -------- | ----- |
| 1    | Hilde Gerg       | Germania | 200   |
| 2    | Martina Ertl     | Germania | 140   |
| 2    | Katja Seizinger  | Germania | 140   |
| 4    | Morena Gallizio  | Italia   | 77    |
| 5    | Florence Masnada | Francia  | 76    |